# Konigort
Konigort [pronunciación en polaco: /kɔˈniɡɔrt/] es un Asentamiento en el distrito administrativo de Gmina Czersk, dentro del Condado de Chojnice, Voivodato de Pomerania, en Polonia del norte. Se encuentra aproximadamente a 16 kilómetros al oeste de Czersk, a 16 kilómetros al noreste de Chojnice, y a 89 kilómetros al suroeste de la capital regional Gdansk.
Para detalles de la historia de la región, véase Historia de Pomerania.
El poblamiento tiene una población de 15 habitantes.

## Enlaces extranjeros
- Esta obra contiene una traducción  derivada de «Konigort» de Wikipedia en inglés, concretamente de esta versión, publicada por sus editores bajo la Licencia de documentación libre de GNU y la Licencia Creative Commons Atribución-CompartirIgual 4.0 Internacional.

- Datos: Q6429351
- Multimedia: Konigort / Q6429351